# Celite
La celite, nome introdotto per la prima volta da Törneborn nel 1897 come sinonimo di alluminato tricalcico, la cui formula chimica è Ca3Al2O6 (3CaO·Al2O3) o nella chimica del cemento C3A, uno dei costituenti principali del clinker di Portland.
L'alluminato tricalcico si idrata molto rapidamente, attraverso reazioni esotermiche in grado di liberare 215 kcal/kg, formando alluminati di calcio idrati, indicati nella chimica del cemento con C-A-H, dove H indica proprio l'acqua. Le due reazioni principali sono:
- {\displaystyle {\ce {2C3A + 18 H2O -> 2C2AH8 + 2Ca(OH)2 -> C3AH6 + 3Ca(OH)2 + Al(OH)3 + 6H2O}}}
- {\displaystyle {\ce {2C3A + 24H2O -> C4AH19 + 2Ca(OH)2 + 2Al(OH)3 -> C3AH6 + 3Ca(OH)2 + 2Al(OH)3}}}

Che possono essere più semplicemente schematizzate come:
{\displaystyle {\ce {C3A + H -> CAH + CH + AH3}}}
Le resistenze finali vengono raggiunte in brevissimo tempo e sono causa della presa della pasta cementizia. La resistenza meccanica dell'alluminato tricalcio non contribuisce significativamente allo sviluppo della resistenza meccanica finale del materiale se si eccettua un rapido ma piccolo incremento durante le prime ore. Ciò dipende dalla morfologia dei cristalli di C-A-H, prevalentemente basata sulla presenza di lamine esagonali o cristalli cubici quindi poco favorevole, come avviene invece per i prodotti fibrosi C-S-H, allo sviluppo della resistenza meccanica. L'idratazione dell'alluminato tricalcico è talmente veloce che si avrebbe una presa in brevissimo tempo, detta presa rapida.
Per evitare questo processo e permettere la messa in opera del materiale cementizio si aggiunge al clinker come regolatore di presa del gesso (CaSO4·2H2O).
A contatto con l'acqua il gesso reagisce con gli alluminati tricalcici portando alla formazione di ettringite (primaria), che precipita sui granuli di C3A ostacolando la penetrazione dell'acqua e quindi rallentando il processo di idratazione degli alluminati.
Presenta un forte ritiro ed un elevato calore di idratazione.